# Reinwardtoena reinwardtii
Il piccione codalunga di Reinwardt (Reinwardtoena reinwardti Temminck, 1824) è un uccello appartenente alla famiglia Columbidae diffuso in Asia e in Oceania. 

## Descrizione
Il piccione codalunga misura circa 50 cm di lunghezza. Presenta capo, collo, petto e ventre di colore grigio-azzurro, mentre dorso, ali e coda sono di due tonalità di marrone. La coda è particolarmente lunga e consente un volo dritto e veloce. Le ali hanno una forma arrotondata, caratteristica comune anche ad altre specie di foresta, in modo da consentire maggiore agilità di movimento tra i rami. Non vi è dimorfismo sessuale.

## Biologia
Si nutre esclusivamente di frutti. La specie è tendenzialmente solitaria sebbene in alcune occasioni sia possibile vedere degli stormi in zone particolarmente ricche di cibo. Nidifica su alberi e cespugli; il nido è piatto e costituito da rametti, muschio e radici. 

## Distribuzione e habitat
Il piccione codalunga è diffuso nelle Isole Molucche e in Nuova Guinea. Vive nelle foreste tropicali, dove occupa il livello medio-alto della vegetazione arborea, sebbene a volte possa capitare che si posi a terra. Frequenta anche i margini di foresta.